# 青澀時代
《青澀時代》（日语：青の時代，あおのじだい），於1998年7月3日至9月11日於TBS電視台每週五晚上九時播出。雖然與三島由紀夫的小说同名，但兩者之間無關聯。播放時有不少觀眾誤解為野島伸司所創作的劇本。

## 演員

### 主要人物
安積龍
表演 - 堂本剛 (KinKi Kids)
他的父親在他很小的時候就去世了。被母親拋棄的他，是一個不斷重複著搶奪勝揚的不良少年，但內心卻善良認真，也有樂於助人的善良一面。他的心被茜和榛名的感情所觸動，他的內心發生了一些變化。他關心他的朋友，但也因為如此，當他的朋友受到傷害時，他不能保持沉默，有時他自己也會承擔髒活累活的角色。
榛名圭一
表演-神川貴也
：律師為Ryu辯護。他對青少年犯罪保持著善良的看法，聲稱“沒有人本質上是壞的”，並受到犯罪受害者的批評，他們說：“因為有這樣的律師（榛名），青少年犯罪才不會消失。” 」有這麼多。他是個熱血的人，個性誠實，儘管Ryu一開始不信任他，但他最終還是信任了他。由於過去的一件事，他產生了雙重人格，內心有了「另一個自己」。直到寺島向他指出，他才知道「另一個自己」的存在，但他開始對自己留下的沒有記憶的空白時間感到奇怪。
<另一個榛名>
：榛名的另一個性格。他對傷害別人並不感到內疚，並宣稱人性本惡。他對茜有著特殊的感情，她與當年在他面前自殺的女孩一模一樣。
牧野茜
：表演-衝名惠
： 在圖書館打工的專科生。一次事件後，她遇到了Ryu，並對他產生了興趣並喜歡上了他。他很純潔，無論如何都相信Ryu。因為他與被欺負後自殺的榛名初戀情人相似，所以他陷入了「另一個榛名」的陰謀之中。
：《榛名的初戀女孩》（衝名惠，2個角色）
：榛菜中學時期從東京轉學來的女孩。由於是“外人”，他在課堂上受到過度的欺負，並在榛名面前自殺。
澤木首裡
表演 - 安藤雅信
：在識別中心與Ryu會面。他能夠很好地應對這種情況，例如與同性戀獄警取得聯繫，並得到獄警的各種照顧，出獄後，他靠向同性戀男子出賣身體來謀生。高中時，她與來教研的薰約會，但被背叛，雖然她仍然對他懷恨在心，但她仍然愛他，當她意識到他是「另一個」榛名，」她試圖將薰和榛名分開。然而，當他試圖拯救陷入「另一個榛名」陰謀的薰時，他和薰被一輛摩托車撞倒。他活了下來，但當他去薰的病房幫助他時，他被「另一個榛名」殺死了。
橋本敏 (Toshi Hashimoto)
：表演-小橋健二
Ryu 的壞朋友。他的戰鬥速度和Ryu一樣快。雖然他對茜有感情，但他不喜歡她與 Ryu 親密，他在嫉妒的驅使下發生了衝突。之後，他們多次和解並幫助Ryu和Akane。他注意到了“另一個榛名”並警告了 Ryu，但他受到了“另一個榛名”的兇猛的擺佈，這遠遠超出了 Toshi 的想像，儘管他實際上面對過他。
木村正史 (Masashi Kimura)
：表演-吉澤裕
Ryu最好的朋友。與Toshi相反，他個性膽怯。
牧野薰
表演 - 篠原涼子
：茜的姐姐，榛名的好妻子。與春奈一起在律師事務所工作。他曾與高中生明里發生過關係，並背叛她。她為明里感到難過，但她也不希望自己與榛名的幸福婚姻被破壞。他陷入了「另一個榛名」的陷阱，並在與明里被摩托車撞倒後陷入昏迷。
本田幸三
：表演 - 山本圭
遊戲中心經理。他曾因少年犯罪而失去了心愛的兒子，對少年犯懷有極度的仇恨。因此，他一開始並不喜歡Ryu，但在Haruna的勸說下，他改變了看法，成為了Ryu的緩刑官。他是一個善良而有愛心的人，邀請 Ryu 等人加入居委會的籃子，並向 Toshi 介紹工作。

### Ryu的官員
片瀨偵探；
：表演-島田久作
：偵探以Ryu為敵人。
小宮偵探
：表演-小林雅宏
：片瀨的部下。他和片瀨把目光投向了Ryu。
安曇三江
：表演 - Jun Fubuki
魯迅的媽媽。他扔掉了Ryu並蒸發了。

### 榛名關聯人
寺島達夫
：表演-豐原浩介
：精神科醫師。榛名最好的朋友。他是患有雙重人格的榛名的顧問，也是第一個與「另一個榛名」互動的人。
小田島導演
表演 - 森本里奧
：榛名所屬的小田島律師事務所所長。他熱情地註視著榛名。
瀧野律師；
：表演-志村東鄉
：尊重榛名的律師。有時他會代表榛名負責琉的防守。

### 其他相關方
由香
：表演 - Yuka（第 1 集和第 4 集）
：明里的妓女同伴。
森下典獄長
：表演 - 高橋勝美（第2集和第3集）
：與 Akari 有同性戀關係。
正宏的父親；
：表演 - Wataru Shihodo（第 3 集）
：過去殺害本田兒子的犯罪集團的成員。後來他為自己平反，給兒子取名正弘，與本多的兒子同名。
吉澤齋
：表演 - 齋藤洋介（第7集）
：榛名的中學老師。
朱里的父親；
：表演-中山仁（第8集）
一家大醫院的院長。
木原
：表演 - Takayuki Tanda（第9集）
：Ryu 在分類中心的室友，他在劇中第二次被拘留。